# XIV Asamblea General Ordinaria del sínodo de obispos
La XIV Asamblea General Ordinaria del sínodo de obispos se celebró del 4 al 25 de octubre de 2015 y versó sobre el tema «la vocación y la misión de la familia en la Iglesia y en el mundo contemporáneo». Presenta la voluntad de reflexionar sobre los puntos tratados en el Sínodo extraordinario de obispos sobre la familia con el fin de formular orientaciones pastorales adecuadas para la atención pastoral de la persona y la familia.
El sínodo extraordinario de 2014 pudo entenderse como una preparación para el Sínodo de 2015, pero, ambos, tienen el propósito de «formar una sola unidad orgánica». Este sínodo es más amplio que el sínodo de 2014, que contiene una gran parte del episcopado, con muchos obispos participantes siendo elegidos por sus pares. Como resultado del Sínodo, el papa Francisco publicó en 2016 una exhortación apostólica postsinodal, con el título Amoris laetitia.
El consejo sinodal se reunió los días 19 y 20 de noviembre de 2014 para comenzar a planificar para el sínodo de 2015. La reunión trató la posibilidad de publicar resúmenes diarios de las declaraciones de los obispos, con el fin de evitar confusiones y aumentar la transparencia. Igualmente, formaron la comisión que redactará el informe del que será «el sínodo más representativo del mundo».
El 8 de septiembre de 2015 se publicaron dos decretos del papa Francisco sobre la reforma del proceso canónico para las causas de declaración de nulidad de matrimonio. El objetivo fue agilizar dichos procesos.

## Participantes
El 15 de septiembre de 2015 se publicó la lista de participantes. El 2 de octubre, el cardenal Lorenzo Baldisseri, Secretario General del Sínodo de los Obispos, informó sobre el modo en que se desarrollaría el sínodo. Tuvo lugar en el Aula Pablo VI de la Ciudad del Vaticano.
Este sínodo tuvo mayor número de participantes que el de 2014, dando cabida a «una gran parte del episcopado», aunque solo 279 obispos y sacerdotes pudieron votar. Asistieron expertos, colaboradores y delegados de otras iglesias cristianas, así como, matrimonios y varias monjas. 
- Presidentes: Cardenales André Vingt-Trois, Luis Antonio Tagle, Raymundo Damasceno Assis, y Wilfrid Fox Napier.
- Relator: Cardenal Péter Erdő.
- Secretario General: Cardenal Lorenzo Baldisseri.
- Secretario Especial: Arzobispo Bruno Forte.
- Comité de redacción Informe final: Cardenales Peter Erdo, Baldisseri, Oswald Gracias, Donald Wuerl y John Atcherley Dew; arzobispos Bruno Forte y Víctor Manuel Fernández; obispos Mathieu Madega Lebouakehan y Marcello Semeraro; y fray Adolfo Nicolás Pachón.

## Desarrollo
El cardenal Péter Erdő, relator general del sínodo, presentó el primer conjunto de propuestas, fruto del trabajo llevado a cabo en el sínodo extraordinario anterior, y en el que se exponen esencialmente los primeros temas a abordar, los cuales son:

a) La familia en el contexto antropológico-cultural, centrándose en los divorcios y el bajo número de matrimonios así como las consecuencias de la teoría de género para la visión del matrimonio; 

b) La familia en contextos socioeconómicos difíciles y excluyentes; 

c) La familia y los procesos de inclusión, en oposición a la llamada cultura del descarte de los niños y los ancianos; y 

d) Las relaciones afectivas en la familia, procurando la estabilidad.

### Instrumentum laboris
El documento de trabajo para el sínodo fue publicado el 24 de junio de 2015, y reiteraba la posición de la Iglesia sobre el matrimonio y la sexualidad, aunque calificándolos de una manera más acogedora para articular las enseñanzas: «Es necesario adoptar un estilo de comunicación que sea claro y atractivo, abierto y no moralizante, crítico y de control, que recoja la enseñanza moral de la Iglesia y, al mismo tiempo, sea sensible a la situación de cada persona». El cardenal Baldisseri dijo que el cuestionario enviado a los católicos de todo el mundo era muy útil para la preparación del Instrumentum laboris.
Al describir las crisis cultural y social que afecta a las familias, el Instrumentum laboris mantiene abierta la posibilidad de un camino penitencial para parejas divorciadas y vueltas a casar para regresar a los sacramentos. Se analiza la bioética, el aborto y la violencia contra las mujeres. Sobre el tema de los homosexuales, un tema polémico en el sínodo de 2014, indica que deberían ser «respetados en dignidad y recibida con sensibilidad y delicadeza», añadiendo que no existen motivos para considerar las uniones de dos miembros del mismo sexo iguales a los matrimonios, y que era inaceptable que las organizaciones internacionales de ayuda hagan de la aceptación del matrimonio homosexual un requisito previo para la ayuda financiera.

### Cuestiones

#### Descentralización
El papa indicó que la Iglesia era más descentralizada en la actualidad, citando Evangelii Gaudium, «No es conveniente que el Papa para tomar el lugar de los obispos locales en el discernimiento de cada cuestión que se plantea en su territorio». Algunos obispos indicaron la posibilidad de que los divorciados vueltos a casar puedan recibir la eucaristía. 
Otros también discutieron la descentralización de la autoridad de Roma, dando a las iglesias locales y a las conferencias episcopales más autoridad para determinar sus propias prácticas. Según un recuento, había unos 20 discursos a favor de permitir a los obispos locales decidir cuál era la mejor manera de ofrecer atención pastoral a los católicos que se han alejado de la enseñanza de la Iglesia, mientras que solo dos o tres opuesto a ello en las dos primeras semanas de discursos. Los partidarios sostienen que el contexto cultural de cada región o país puede requerir una respuesta diferente, mientras que, los opositores argumentan a favor de la unidad, diciendo que debe haber un enfoque universal a asuntos doctrinales importantes. Otros han hablado acerca de tener encuentros regionales o continentales de obispos para discutir cuestiones antes de las asambleas sinodales en Roma.

#### Matrimonio
A pesar de sus diferencias sobre algunas cuestiones, se dijo que no había unanimidad entre los padres sinodales sobre la creciente diferencia entre la visión cultural del matrimonio y la vida familiar y lo que la Iglesia propone y enseña. Diarmuid Martin dijo que la Iglesia necesita «encontrar un lenguaje que sirva de puente hacia la realidad del día a día del matrimonio, una realidad humana, una realidad no sólo de los ideales, sino de lucha y fracaso, de lágrimas y alegrías». También se indicó que la Iglesia tiene que ser sensible a los muchos sacrificios y luchas de las familias. El cardenal Philippe Ouedraogo dijo que era fundamental que la «Iglesia fuese una gran puerta abierta donde todo el mundo pudiera entrar con todos sus problemas».[cita requerida]

#### Mujeres
La hermana Maureen Kelleher, una monja estadounidense, señaló que en la asamblea del sínodo de 1974 hubo dos mujeres religiosas invitadas, y en 2015, 40 años después, esa cifra solo se había aumentado a tres. El arzobispo Paul-André Durocher pidió a los participantes reflexionar sobre la posibilidad de permitir a las mujeres acceder al diaconado, así como, dar mayor autoridad a las mujeres cualificadas en la toma de decisiones dentro de las estructuras eclesiales y nuevas oportunidades en el ministerio. Igualmente, condenó los altos índices de violencia en el hogar, a lo que Kelleher pidió a los sacerdotes a estar mejor capacitados en temas relacionados con la violencia doméstica.
Lucetta Scaraffia, auditora, profesora y coordinadora de la sección mensual de L'Osservatore Romano, Mujeres, Iglesia, Mundo, se quejó de que había muy pocos documentos en el sínodo sobre las mujeres, y que, necesitaban ser escuchadas en mayor número, además llamó la atención sobre el creciente número de mujeres solteras que cuidan niños y llevan una casa, las madres solteras, indicando que la discusión sobre la familia no debe excluirlas. Agnes Offiong Erogunaye, presidente de la Organización Católica Mujeres de Nigeria, dijo que las madres son el corazón de la familia y que sus contribuciones deben ser reconocidas y apoyadas.

#### Homosexualidad
El sínodo rechazó el uso de un lenguaje excluyente hacia los homosexuales, dejando claro que este lenguaje debe ser aclarado en la enseñanza de la Iglesia. Un grupo de participantes propuso la realización de una asamblea extraordinaria del sínodo para hacer frente a las cuestiones relacionadas con la homosexualidad. Uno de los miembros del Sínodo, que no fue identificado públicamente, dijo sobre los católicos homosexuales: «son nuestros hijos, son miembros de la familia. No son extraños. Son nuestra carne y sangre».

## Relatio Synodi
El informe final del sínodo resume en 94 párrafos, votados por más de dos tercios de los obispos presentes, los 1350 discursos pronunciados durante el sínodo.

### Esquema
INTRODUCCIÓN
PARTE I. LA IGLESIA EN ESCUCHA DE LA FAMILIA
Capítulo I. La familia y el contexto cultural-antropológico
El contexto sociocultural
El contexto religioso
El cambio antropológico
Las contradicciones culturales
Conflictos y tensiones
La fragilidad y la fuerza de la familia
Capítulo II. La familia y el contexto socioeconómico
El recurso insustituible de la familia para la sociedad
Las políticas en favor de la familia
La soledad y la inseguridad
Economía y equidad
La pobreza y la exclusión
Ecología y familia
Capítulo III. Familia, inclusión y sociedad
Ancianidad
Viudez
La última etapa de la vida y la muerte en la familia
Las personas con necesidades especiales
Personas solteras
Los emigrantes, los refugiados, los perseguidos
Algunos desafíos únicos
Los niños
La mujer
El varón
Los jóvenes
Capítulo IV. Familia, el afecto y la vida
La importancia de la vida emocional
Capacitación para darse a sí mismos
Fragilidad e inmadurez
Procreación técnica y humana
El desafío para la pastoral
PARTE II. LA FAMILIA EN EL PLAN DE DIOS
Capítulo I. La familia en la Historia de la Salvación
La pedagogía divina
El icono de la Trinidad en la familia
La familia en las Sagradas Escrituras
Jesús y la familia
Capítulo II. La familia en el Magisterio de la Iglesia
La enseñanza del Concilio Vaticano II
Pablo VI
Juan Pablo II
Benedicto XVI
Francisco
Capítulo III. La familia en la doctrina cristiana
Matrimonio en el orden de la creación y en la plenitud sacramental
Indisolubilidad y fecundidad conyugal
La propiedad de la familia
La verdad y la belleza de la familia
Capítulo IV. En la plenitud de la familia eclesial
La íntima relación entre la Iglesia y la familia
La gracia de la conversión y del cumplimiento
Misericordia en el corazón de la revelación
PARTE III. LA MISIÓN DE LA FAMILIA
Capítulo I. Formación de la familia
Preparación para el matrimonio
La celebración de la boda
Los primeros años de la vida familiar
La formación de los sacerdotes y demás agentes de pastoral
Capítulo II. Familia, generación, educación
La transmisión de la vida
Responsabilidad generativa
El valor de la vida en todas sus fases
Adopción y acogimiento
La educación de los hijos
Capítulo III. Familia y acompañamiento pastoral
Situaciones complejas
Acompañamiento en situaciones diferentes
El discernimiento y la integración
Capítulo IV. Familia y evangelización
La espiritualidad de la familia
El tema de la pastoral de la familia
La relación con las culturas e instituciones
La apertura a la misión
CONCLUSIÓN
Oración a la Sagrada Familia

### Matrimonio
El informe llama a los católicos divorciados y civilmente vueltos a casar a integrarse más en la Iglesia, sin mencionar ningún detalle. «Ellos son bautizados, ellos son hermanos y hermanas, y el Espíritu Santo derrama dones y carismas de ellos para el bien de todos ... El cuidado de estas personas no es una debilidad en su propia fe y su testimonio acerca de la indisolubilidad del matrimonio y, de hecho, la Iglesia expresa su propia caridad a través de esta atención.»
El documento no menciona si deben ser readmitidos a la Eucaristía. El párrafo 85, que tuvo el mayor número de votos negativos, hizo referencia al fuero interno, y pueden haber sugerido que los católicos que viven en un segundo matrimonio no sacramental podría volver a la comunión sin tener su primer matrimonio declarado nulo. También se reconocieron muchas razones pueden optar por cohabitar antes del matrimonio, indicando que deben luchar por «la plenitud del matrimonio y de la familia.»

### La homosexualidad
El informe repite que la Iglesia enseña que cada persona, "independientemente de su tendencia sexual, ha de ser respetada en su dignidad y acogida con respeto, procurando evitar«todo signo de discriminación injusta»" (n. 76), al tiempo que reafirmó que el matrimonio es entre un hombre y una mujer. El informe se muestra contrario a la existencia de familias homosexuales. Igualmente, señala que la ideología de género (gender) presenta "una sociedad sin diferencias de sexo, y vacía el fundamento antropológico de la familia" (n. 8).

### Otras cuestiones
El informe final también discutió otros temas que afectan a las familias, como la pobreza, las migraciones, los refugiados, los que están siendo perseguidos por su fe, así como las necesidades pastorales de los discapacitados, ancianos, viudas y los matrimonios interreligiosos. Además, condenó «el creciente fenómeno de la violencia de la que son víctimas las mujeres dentro de la familia», indicando que la Iglesia podría hacer más para promover la apreciación de las mujeres y su promoción a puestos de autoridad.

## Canonizaciones
El 18 de octubre el papa Francisco canonizó a la madre María de la Purísima, Vincenzo Grossi y al matrimonio formado por Luis Martin y María Celia Guérin, padres de santa Teresa de Lisieux.

## Exhortación apostólica postsinodal
El papa Francisco firmó el 19 de marzo de 2016 la exhortación apostólica, Amoris Laetitia, sobre el amor en la familia, en la que recogía las conclusiones de la Asamblea sinodal.